# Erik Fransson
Erik Kjell Fransson, född den 1 juli 1923 i Gustavsfors, Torrskogs församling, Älvsborgs län, död 18 mars 2004 i Åmål, Älvsborgs läb,  var en svensk friidrottare (diskuskastning).
Fransson vann SM-guld i diskus 1948. Han tävlade för Örgryte IS.